# Havnstrup
Havnstrup is een plaats in de Deense regio Midden-Jutland, gemeente Herning.